# Гончаров, Пётр Терентьевич
Пётр Терентьевич Гончаров (14 марта 1930, хутор Петров, Уральский округ, Казахская АССР, РСФСР, СССР — 28 марта 2017, Тараз, Казахстан) — передовик советской строительной отрасли, бригадир комплексной бригады строительного управления «Суперфосфатстрой» треста «Джамбулхимстрой» Министерства строительства предприятий тяжёлой индустрии Казахской ССР, город Джамбул, Герой Социалистического Труда (1979).

## Биография
Родился в многодетной украинской семье, где воспитывалось 12 детей. В начале Великой Отечественной войны отца и одного из старших братьев призвали на фронт, другой брат отправился получать рабочую специальность в школу фабрично-заводского ученичества. Пётр бросил учёбу и стал трудиться в колхозе в родном хуторе. Исполнял плотницкие работы, изготавливал для фронта подводы, телеги, сани. Здесь проработал всю войну. Награждён медалью «За доблестный труд в Великой Отечественной войне 1941—45 годов».
После войны вся семья переехала в Алебастров, где Пётр трудоустроился на Теректинские шахты. Работал разнорабочим, охранником. В начале 1950-х годов уже с супругой переехал в город Зыряновск Восточно-Казахстанской области, и начал трудовую деятельность в составе строительной бригады по возведению жилых домов. С 1953 (по другим источникам — 1954) по 1994 годы работал в должности бригадира строителей строительного управления № 3 треста «Джамбулхимстрой» в городе Джамбуле.
С его участием бригада возводила новые химические заводы в Джамбуле, жилые дома для работников химической отрасли. Неоднократно представлялся к награждению орденами и медалями. Принимал непосредственное участие в строительстве Новоджамбулского фосфорного завода (НДФЗ).
Указом Президиума Верховного Совета СССР от 10 июля 1979 года за выдающиеся производственные успехи, достигнутые при сооружении Новоджамбулского фосфорного завода Петру Терентьевичу Гончарову присвоено звание Героя Социалистического Труда с вручением ордена Ленина и золотой медали «Серп и Молот».
В 1994 году вышел на заслуженный отдых.
Находясь на пенсии, проживал в городе Тараз (Казахстан), там же похоронен.

## Награды и звания
- золотая звезда «Серп и Молот» (10.07.1979)
- два ордена Ленина (04.03.1974, 10.07.1979)
- Орден «Знак Почёта» (11.08.1966)
- Медаль «За доблестный труд в Великой Отечественной войне 1941—1945 гг.» (1947)
- другие медали.
- Заслуженный строитель Казахской ССР.
- Почётный гражданин города Джамбула (Тараза).